# Lake Creek Township (comté de Calhoun, Iowa)
Lake Creek Township est un township, du comté de Calhoun en Iowa, aux États-Unis,. Le township est fondé en 1876 et baptisé en référence à Lake Creek (en).

## Source de la traduction
- (en) Cet article est partiellement ou en totalité issu de l’article de Wikipédia en anglais intitulé « Lake Creek Township, Calhoun County, Iowa » (voir la liste des auteurs).